# L’Épine (Vendée)
L’Épine település Franciaországban, Vendée megyében, a Noirmoutier-szigeten. Lakosainak száma 1643 fő (2022. január 1.). L’Épine La Guérinière és Noirmoutier-en-l’Île községekkel határos.

## Népesség
A település népességének változása:
| Lakosok száma | 1655 | 1654 | 1681 | 1641 | 1633 | 1633 | 1644 | 1648 | 1643 |
|               | 2013 | 2015 | 2016 | 2017 | 2018 | 2019 | 2020 | 2021 | 2022 |